# Mario Vušković
Mario Vušković (ur. 16 listopada 2001 w Splicie) – chorwacki piłkarz grający na pozycji obrońcy w HSV. Członek młodzieżowej kadry reprezentacji Chorwacji.

## Kariera klubowa

### Hamburger SV
31 sierpnia 2021, Vušković podpisał dwuletnie wypożyczenie przez niemiecki klub HSV, z dodatkową opcją kupna. Do debiutu w Bundeslidze doszło 18 września 2021 w zwycięskim 2-0 meczu z Werderem Brema.

## Statystyki kariery

### Klubowe
(aktualne na dzień 27 stycznia 2023)
| Klub               | Sezon              | Liga               | Liga  | Liga   | Puchar kraju | Puchar kraju | Europa | Europa | Inne  | Inne   | Suma  | Suma   |
| Klub               | Sezon              | Liga               | Mecze | Bramki | Mecze        | Bramki       | Mecze  | Bramki | Mecze | Bramki | Mecze | Bramki |
| ------------------ | ------------------ | ------------------ | ----- | ------ | ------------ | ------------ | ------ | ------ | ----- | ------ | ----- | ------ |
| Hajduk Split II    | 2018/19            | Druga HNL          | 18    | 1      | —            | —            | —      | —      | —     | —      | 18    | 1      |
| Hajduk Split II    | 2019/20            | Druga HNL          | 1     | 0      | —            | —            | —      | —      | —     | —      | 1     | 0      |
| Hajduk Split II    | Łącznie            | Łącznie            | 19    | 1      | 0            | 0            | 0      | 0      | 0     | 0      | 19    | 1      |
| Hajduk Split       | 2019/20            | Prva HNL           | 10    | 1      | 1            | 0            | 0      | 0      | —     | —      | 11    | 1      |
| Hajduk Split       | 2020/21            | Prva HNL           | 29    | 2      | 2            | 0            | 2      | 0      | —     | —      | 33    | 2      |
| Hajduk Split       | 2021/22            | Prva HNL           | 3     | 0      | 0            | 0            | 1      | 0      | —     | —      | 4     | 0      |
| Hajduk Split       | Łącznie            | Łącznie            | 42    | 3      | 3            | 0            | 3      | 0      |       |        | 48    | 3      |
| HSV (wyp.)         | 2021/22            | 2. Bundesliga      | 24    | 1      | 3            | 0            | 0      | 0      | 2     | 0      | 29    | 1      |
| HSV                | 2022/23            | 2. Bundesliga      | 16    | 2      | 2            | 0            | 0      | 0      | 0     | 0      | 18    | 2      |
| HSV                | Łącznie            | Łącznie            | 16    | 2      | 2            | 0            | 0      | 0      | 0     | 0      | 18    | 2      |
| Łącznie w karierze | Łącznie w karierze | Łącznie w karierze | 101   | 7      | 8            | 0            | 3      | 0      | 2     | 0      | 114   | 7      |